# Ghiacciaio Sayce
Il ghiacciaio Sayce (in inglese Sayce Glacier) (65°05′S 62°59′W) è un ghiacciaio situato sulla costa di Danco, nella parte occidentale della Terra di Graham, in Antartide. Il ghiacciaio, il cui punto più alto si trova 928 m s.l.m., fluisce fino nella baia Flandres, poco a nord di punta Pelletan.

## Storia
Il ghiacciaio Sayce è stato mappato per la prima volta durante la spedizione belga in Antartide del 1897-99 comandata da Adrien de Gerlache ed è stato così battezzato nel 1960 dal Comitato britannico per i toponimi antartici in onore di B. J. Sayce (1839-1895), il fotografo inglese che nel 1864, assieme a W. B. Bolton, inventò il procedimento fotografico detto "al collodio secco" che soppiantò quello al collodio umido.